# 검수완박

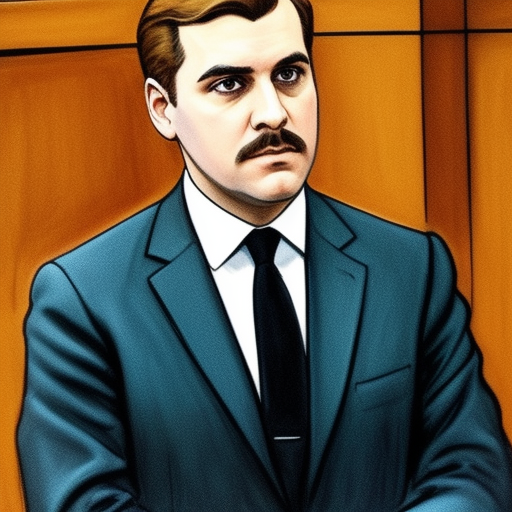

검수완박은 '검찰 수사권 완전 박탈'의 줄임말로, 검찰이 수사권을 완전히 박탈 받아 다른 권한이나 기관이 수사를 대신하는 것을 뜻한다. 이는 검찰의 수사권을 제한하거나 박탈 시키는 제도적 변화를 의미한다. 형사 사건은 보통 경찰의 수사 → 검찰의 기소 → 판사의 판결, 3단계로 처리된다. 검찰은 경찰과 재판부 사이에서 잘못된 수사를 바로 잡고 사건을 법원으로 보낼지 말지 결정하는데, 우리나라 검찰은 경찰보다 더 많은 수사 권한을 가지고 있다는 점에서 경찰이 검찰을 견제하기 어렵다는 지적을 꾸준히 받아왔다. 그래서 2021년에 문재인 정부는 검찰의 수사권을 6대 범죄(부패·경제·공직자·선거·방위사업·대형참사)에 대해서만 수사할 수 있게 제한했다. 하지만 6대 범죄의 범위가 모호해 전과 차이가 없다는 지적이 나왔고, 이에 검찰의 수사권을 완전 박탈하자는 내용이 논의되었다.

## 과정

### 시기1: 검수완박 논의 시작
한국에서 2022년 4월 초에 검수완박(검찰수사완전박탈) 논의가 나오게 된 배경은 윤석열 전 검찰총장의 대선 출마 선언과 관련이 있다. 윤석열 대통령은 오히려 검찰의 수사권을 강화해야 한다는 입장이고, 국회에서 법이 통과돼도 대통령이 거부할 경우 법안이 다시 국회로 돌아가기 때문에 문재인 정부는 정권 교체 전에 검수완박을 이뤄 검찰의 힘을 줄이길 바란 것이다.
이에 검찰은 70년 간 검찰이 직접 수사를 해왔는데 갑자기 수사를 못하게 하면 큰 혼란이 생길 수 있다고 주장했다. 검찰 수사권을 6대 범죄로 정한 지도 얼마 안됐으니 이것부터 완전히 정착 시켜야 한다는 얘기도 나왔다.
전문가들 사이에서는 검수완박처럼 사회에 큰 영향을 미치는 법안을 통과시키기 전에 국민의 의견을 충분히 받아들여야 한다고 말했다. 한편 김오수 검찰총장은 검수완박에 항의하며 사직서를 냈다. 김 총장은 검수완박의 문제점을 설명하며 대통령이 법안을 거부해 줄 것을 요청했다. 정부와 차기 정부, 검찰의 의견이 엇갈려 검수완박에 대한 논의는 계속되었다.

### 시기2: 검수완박 중재안
2022년 4월 22일, 박병석 국회의장이 검수완박 중재안을 내놨다. 중재안의 내용은 이러하다.
1. 검찰 수사권 완전 박탈 → 검찰 수사권 4개 박탈
중대범죄수사청이 생길 때까지 검찰의 6대 범죄(부패·경제·공직자·선거·방위사업·대형참사) 중 2개(부패·경제 범죄)를 검찰이 수사할 수 있게 했다.
2. 보완 수사 축소 x
보완 수사란 경찰의 수사가 부족하다고 판단될 때, 검찰이 해당 사건을 다시 수사하는 것을 말한다.
민주당은 보완 수사를 축소하려고 했으나 중재안에서는 이 사항을 폐지했다.
중재안에 대해 여러 의견이 갈렸는데 먼저 김오수 검찰총장은 "중재안도 결국 시기만 늦춘 검수완박이다"라며 또 한 번 사표를 냈다. 검찰 조직을 이끄는 전국의 고등검사장 6명도 모두 사표를 냈다.
경찰은 이제 수사를 더 많이 해야 하니, 늘어난 업무량을 감당하기 위한 인력·예산 등을 같이 조정해야 한다고 말했다.
전문가들은 권한이 늘어난 경찰을 견제할 방안도 추가로 마련돼야 한다고 말했다. 이번 중재안이 형사 제도를 확 바꾸는 내용인 만큼, 국민투표처럼 시민의 의견을 반영하는 절차가 필요하다고 말하는 쪽도 있다.
한편 검수완박과 더불어 중대범죄수사청이 만들어진다. 중대범죄수사청은 법무부에 소속돼 검찰과 경찰에 영향 받지 않고 6대 범죄를 수사하는 일을 한다. 미연방수사국(FBI)과 비슷한 일을 해서 한국형 FBI라고 불리기도 한다. 민주당 7명과 국민의힘 5명, 소수정당 1명으로 구성된 국회 사법개혁특별위원회가 앞으로 1년 안에 만들기로 했다.

### 시기3: 검수완박 중재안 합의 취소
국민의힘이 검수완박 중재안을 다시 검토하자고 지난 22일에 더불어민주당과 했던 합의를 사흘 만에 뒤집었다. 중재안 내용 중 선거·공직자 범죄에 대한 검찰의 수사권을 없애는 부분을 여야가 다시 얘기해봐야 한다는 의견이었다. 하지만 민주당은 중재안 입법을 그대로 밀어붙이겠다고 강하게 맞섰다. 민주당은 법제사법위원회에서 검수완박 관련 법안 2개를 통과시켰고, 그러자 국민의힘은 법안이 국회 본회의를 통과하지 못하도록 필리버스터를 열었다. 필리버스터란 발언을 계속해서 회의 표결을 하지 못하게 막는 무제한 토론이다. 이에 민주당은 "이 회의는 28일 0시가 되면 끝난다"라는 내용의 안건을 통과시켰다. 

### 시기4: 검수완박 논의 2라운드
법무부가 개정 검찰청법·형사소송법 시행을 앞두고, 줄어든 검찰 수사 범위를 다시 늘리려 했다. 검찰이 수사하는 2대 범죄(부패·경제)에 최대한 많은 종류의 범죄를 집어넣으려고 한 것이다. 예를 들어 원래 '공직자·선거 범죄에 해당했던 일부 범죄를 '부패'에 옮겨 넣겠다고 한 것이다.
법의 구체적인 내용은 대통령이 국무회의의 시행령으로 정하는 경우가 많은데, 검찰 수사를 늘리는 내용을 담은 시행령을 윤석열 대통령이 시행 시켰다. 원래 시행령은 상위법의 내용을 바꾸거나 새로운 내용을 추가하면 안 된다. 하지만 전문가들은 이 시행령이 국민의 기본권을 직접 해치고 있다고 보기는 어려울 것 같다고 말했다. 
이에 민주당은 법무부가 시행령으로 상위법을 의미 없게 만들려는 거라며 강하게 반발했다. 반면 법무부는 국회에서 정한 법률에 따라 시행령을 만든 거라며 문제가 없다고 주장했다. 국회·정부 안에서 문제가 해결되지 않자 결국 헌법재판소로 이 문제가 넘어가게 됐다.

### 시기5(최종): 헌법재판소의 판결
검수완박 논의가 끝나질 않자 법무부 장관과 검사들이 헌법재판소에 판결을 요청했다. 국민의힘 의원들도 국회에서 제대로 논의 없이 법이 만들어졌으니 위헌 아니냐며 심판을 요청했다.
결과는 무효가 아니라고 판결이 나왔다.
1. 검찰 수사권 축소는 헌법에 어긋나지 않고
2. 법 만드는 과정에서 잘못이 있었지만 법 자체를 무효로 할 순 없다.

이렇게 길었던 검수완박 논의는 끝나게 되었다. 하지만 이제는 검수원복 (검찰 수사권 원상 복구)으로 논의가 이어지고 있다.
+
검수완박은 국내에서 일어난 많은 사건들과 관련이 있다. 대표적인 것으로는 2019년 1월 대검찰청과 경찰이 수사 중이던 이재용 삼성전자 부회장의 뇌물 수수 혐의 사건에서 검찰이 수사권을 빼앗기는 사건이 있다. 이 사건은 검찰의 수사권이 대통령이나 정치권에 의해 제한될 가능성을 대두 시키면서 큰 이슈가 되었다.
또한 최근에는 검수완박을 통해 공직자나 정치인들의 부패와 범죄를 수사하던 검찰의 권한이 제한되는 것이 논의되고 있다. 이는 일부인들이 검찰의 수사권을 악용하거나 남용하는 것을 막기 위한 제도적 변화로 제안 되고 있지만, 이에 대해서는 검찰이 강력한 권한을 가지고 있어야 한다는 주장도 있다.
따라서 검수완박은 검찰의 수사권과 관련된 문제로, 검찰의 수사권이 어떻게 관리되고 제한될 지에 대한 논의가 계속되고 있다. 
윤석열 대통령은 검수완박(검찰수사완전박탈)에 대해 반대 입장을 취하고 있다. 그 이유는 대통령이 검찰 개혁을 추진하며 중요시하는 검찰의 역할과 사회적 신뢰를 고려한 결과이다.
윤석열 대통령은 검찰의 수사권을 제한하면 검찰이 수사 능력을 상실할 우려가 있으며, 검찰의 독립성과 중립성을 훼손시킬 수 있다는 우려를 표명했다. 또한 검찰 수사권을 이전하면 수사의 전문성이 감소하고, 수사의 효율성도 떨어질 수 있다는 우려도 제기하고 있다.
또한 윤석열 대통령은 검찰개혁에 대해서는 검찰 내부의 체계적인 개혁과 재정비, 검찰의 역할과 책임을 다시 정립하며, 검찰과 사법부의 역할을 분명하게 구분하는 방향으로 접근해야 한다고 주장하고 있다.
요약하자면, 윤석열 대통령은 검찰의 수사권을 제한하면 검찰의 독립성과 중립성이 훼손될 우려가 있다며, 검찰개혁은 검찰 내부의 체계적인 개혁과 재정비를 통해 접근해야 한다고 주장하고 있다.
더불어민주당은 검수완박(검찰수사완전박탈)에 대해 찬성하는 입장을 취하고 있다. 그 이유는 검찰개혁과 더불어민주당의 공약 중 하나인 검찰개혁 2단계 중 하나로 제시되어, 검찰의 권력 감독과 권한 분산을 위한 조치로서 중요한 역할을 할 것으로 기대하기 때문이다.
더불어민주당은 검찰의 수사권이 너무 강력하여, 검찰이 권력을 남용하고 부당한 혐의로 기소된 사람들도 많다는 지적을 해왔다. 따라서 검수완박은 검찰의 수사권을 제한함으로써, 이러한 문제를 해결하고 권한 분산을 이루는 것으로 기대되어 지지하고 있다.
또한, 더불어민주당은 검찰의 역할을 제대로 수행하기 위해서는 검찰의 독립성과 중립성이 보장되어야 한다는 입장을 강조하고 있다. 따라서 검수완박으로 인해 검찰이 사법부와 균형적으로 협력하며, 권력의 감시와 균형을 유지하는 역할을 잘 수행할 것으로 기대하고 있다.
요약하자면, 더불어민주당은 검수완박으로 검찰의 수사권을 제한하여 권한 분산을 이루고 검찰의 독립성과 중립성을 보장하며, 권력의 감시와 균형을 유지하는 역할을 잘 수행할 것으로 기대하고 있다.
한국과 같이 검찰이 수사권과 기소권을 모두 가지는 국가는 세계적으로는 일반적이지 않는다. 대부분의 민주주의 국가에서는 검찰이 수사와 기소를 담당하는데, 수사와 기소를 분리하거나 검찰의 권한을 제한하는 법적 장치가 마련되어 있다.
예를 들면, 미국의 연방수사국(FBI)은 수사를 담당하고, 검찰은 기소를 담당하는 구조이다. 또한, 독일의 검찰은 수사를 담당하고, 법원이 기소 여부를 결정하는 구조이며, 일본의 검찰은 수사를 담당하고, 검찰과는 별개로 기소를 담당하는 공안법원이 존재한다.
따라서, 검찰이 수사와 기소를 독점적으로 담당하는 한국의 검찰 제도는 국제적으로도 특이한 형태 중 하나이다. 이에 따라 한국에서도 검찰 제도의 개혁이 필요하다는 목소리가 높아지고 있다.
+
한국 검찰의 기소권과 수사권을 모두 가지는 문제점을 개혁하는 방법은 다양하다. 일반적으로는 검찰의 수사와 기소를 분리하거나, 수사권을 검찰이 아닌 독립된 기관이 맡도록 하는 등의 방안이 제시된다.
1. 수사와 기소의 분리 검찰이 수사와 기소를 담당하는 기존의 검찰 제도를 개선하기 위해서는, 수사와 기소를 분리하는 방안을 고려해볼 수 있다. 이 경우, 검찰 내부에서도 수사를 전담하는 검사와 기소를 전담하는 검사로 나누어 업무를 분담한다. 이를 통해 검찰 내부에서도 역할과 책임이 분명하게 구분되어 검찰의 공정성과 중립성이 보장될 수 있다.
2. 검찰 수사권의 제한 한국 검찰이 수사권과 기소권을 모두 가지는 것은 검찰의 권력 남용이나 부당한 혐의 조작 등의 우려를 부르기 때문에, 검찰 수사권을 제한하는 방안을 고려할 수 있다. 검찰의 수사권을 독립된 기관으로 이관하거나, 검찰 수사권을 법원으로 이관하는 등의 방안이 있다. 이를 통해 검찰의 권력이 분산 되고, 검찰 수사권의 남용을 예방할 수 있다.
3. 독립된 수사기관 설립 한국에서는 검찰이 수사와 기소를 모두 담당하는 구조이지만, 검찰이 아닌 독립된 수사기관을 설립하는 방안도 제시되고 있다. 이 경우, 검찰과 수사기관 간의 역할과 책임을 분명하게 구분하여, 검찰의 권력 남용 등의 문제를 해결할 수 있다. 이 방안을 추진하기 위해서는 법률적 근거가 필요하며, 이를 위해 국회에서 법안을 제출하여 입법적으로 조치할 수 있다.

이처럼 한국 검찰의 기소권과 수사권을 모두 가지는 문제를 개혁하기 위해서는, 검찰 제도에 대한 법적, 제도적인 재정비가 필요하다. 이를 위해서는 국회와 국민의 적극적인 참여와 노력이 필요하다.